# Pale Saints
Pale Saints est un groupe de rock indépendant britannique, originaire de Leeds, en Angleterre. Il est composé de Ian Masters (songwriter, basse et voix) à ses débuts, Meriel Barham (guitare/voix), Graeme Naysmith (guitare), et Chris Cooper (batterie).

## Biographie
Ian Masters découvre le groupe Eyeless In Gaza au début des années 1980, ce qui l'incite à passer une petite annonce pour recruter des musiciens. Le groupe commence dans les pubs de Leeds et se distingue par un fond de guitares sur des mélodies mélancoliques.
À la suite d'un concert à Londres en 1989, le groupe est engagé par le label 4AD ce qui lui permet de sortir The Comforts of Madness en 1990. Juste après la sortie de l'album, le groupe est rejoint par Meriel Barham, guitariste et chanteuse passée par le groupe Lush auparavant. Elle influence Ian Masters sur des terrains musicaux moins farfelus, ce qui donnera naissance à l'album In Ribbons en 1992. Mais ces divergences artistiques créent justement des conflits avec Ian Masters qui décide de quitter le groupe pour former Spoonfed Hybrid, duo aux arrangements baroques basés sur de nombreuses tonalités de guitare.
Pale Saints continue sa route sans Ian Masters qui les quitte en 1993, et publie Slow Buildings en 1994, plus conventionnel que les compositions de son fondateur. Le groupe tourne en Europe et aux États-Unis à la fin de l'automne 1994. Leur dernier enregistrement est une version studio de Jersey Girl de l'album en hommage à Tom Waits, Step Right Up. Meriel Barham part en septembre 1995 et le groupe se sépare finalement en 1996.

## Discographie

### Albums studio
- 1990 : The Comforts of Madness
- 1992 : In Ribbons (67e UK[3])
- 1994 : Slow Buildings

### Compilations & Rééditions
- 1990 : Mrs. Dolphin (album japonais contenant "Barging into the Presence of God" et l'EP "Half-Life" et les titres "Colours and Shapes" et "A Deeper Sleep for Steven")
- 2020 : The Comforts of Madness (Réédition 30ème anniversaire : 2CD inclus l'album original remasterisé + 15 titres bonus essentiellement des démos)

### Singles et EP
- 1988 : Children Break
- 1989 : Barging into the Presence of God
- 1990 : Half-Life (12" contains a bonus spoken-word track "Colour of the Sky")
- 1991 : Kinky Love
- 1991 : Flesh Balloon
- 1991 : Porpoise
- 1992 : Throwing Back the Apple
- 1994 : Fine Friend

### Vidéo
- 1993 : Blue Flower

### Apparitions
- 1988 : Diamonds and Porcupines - She Rides the Waves (démo)
- 1990 : Gigantic! 2 - A Deeper Sleep for Steven
- 1990 : Indie Top 20 Vol. VIII - Sight of You
- 1990 : Music for the 90's: Vol 2 - Time Thief (edit)
- 1990 : Peel Session - Time Thief
- 1991 : Indie Top 20 Vol XI - Half-Life, Remembered
- 1992 : ...and dog bones, too - Neverending Night
- 1992 : Lilliput - Throwing Back the Apple, Featherframe, A Thousand Stars Burst Open (Tintwhistle Brass Band version)
- 1992 : Precious - Kinky Love
- 1993 : 4AD Presents The 13 Year Itch - One Blue Hill (démo)
- 1993 : Indie Top 20 Vol XIII - Porpoise (piste n°16)
- 1994 : All Virgos Are Mad - Fine Friend
- 1995 : No Balls - One Blue Hill
- 1995 : Step Right Up: The Songs of Tom Waits - Jersey Girl
- 1997 : Joyride - 1000 Stars Burst Open
- 1997 : Shoe Pie - A Thousand Stars Burst Open
- 2005 : Forward - Sight of You